# Wartenberg (Familienname)
Wartenberg (zu Wart „Wacht“) ist ein deutscher Familienname.

## Herkunft und Bedeutung
Wartenberg ist ein Herkunftsname für Personen, die aus einem Ort namens Wartenberg stammen.

## Varianten
- Wartenberger

## Namensträger
- Albert Ernst von Wartenberg (1635–1715), deutscher Geistlicher, Weihbischof in Regensburg, Historiker
- Alma Wartenberg (Alma Stähr; 1871–1928), deutsche Politikerin (SPD) und Frauenrechtlerin
- Andreas Wartenberg (* 1963), deutscher Radrennfahrer
- Bärbel Wartenberg-Potter (* 1943), deutsche Bischöfin
- Bodo von Wartenberg (1890–1954), deutscher Generalmajor der Wehrmacht
- Carla Wartenberg (1934–2019), englische Übersetzerin
- Catharina von Wartenberg (1674–1734), deutsche Maitresse des Königs Friedrich I. von Preußen
- Christiane Wartenberg (Künstlerin) (* 1948), deutsche bildende Künstlerin
- Christiane Wartenberg (* 1956), deutsche Leichtathletin
- Frank Wartenberg (* 1955), deutscher Leichtathlet
- Franz Wilhelm von Wartenberg (1593–1661), deutscher Bischof und Fürstbischof
- Friedrich von Wartenberg († 1454), Abt des Klosters Reichenau
- Friedrich Wilhelm von Wartenberg (1725–1807), preußischer Generalleutnant, Erbherr auf Trampe
- Fritzi Wartenberg (* 1997), deutsche Theaterregisseurin
- Georg Waldstein-Wartenberg (* 1942), österreichischer Wirtschaftsjournalist und Publizist
- Gerd Wartenberg (* 1944), deutscher Politiker
- Gerhard Wartenberg (1904–1942), deutscher Autor und Zeitschriftenherausgeber
- Günther Wartenberg (1943–2007), deutscher evangelischer Theologe
- Hannah Schiller Wartenberg (1921–2012), US-amerikanische Soziologin
- Hans Schmidt-Wartenberg (1861–1922), deutscher Germanist und Baltist
- Hans Joachim von Wartenberg (1880–1960), deutscher Chemiker
- Hartwig Karl von Wartenberg (1711–1757), preußischer Generalmajor
- Hermann von Wartenberg (1857–1917), preußischer General der Infanterie
- Jan von Wartenberg, böhmischer Adliger
- Jirka Wartenberg (* 1945), deutscher Sänger und Gitarrist
- Johann Kasimir Kolb von Wartenberg (1643–1712), preußischer Minister
- Jörg Wartenberg (* 1981), deutscher Eishockeyspieler
- Ludolf von Wartenberg (* 1941), deutscher Politiker (CDU); Staatssekretär
- Luise Neuhaus-Wartenberg (* 1980), deutsche Politikerin MdL
- Marie von Wartenberg (1826–1917), deutsche Malerin
- Marion von Wartenberg (* 1957), deutsche Seelsorgerin und Gewerkschafterin, Staatssekretärin
- Maxim Wartenberg (* 1975), deutscher Komponist, Produzent, Autor, Sänger und Kinderliedermacher
- Robert Wartenberg (1886–1956), deutscher Neurologe
- Rudolf von Wartenberg (1816–1898), preußischer Generalleutnant und Kommandeur des Kadettenkorps
- Thomas Wartenberg (* 1949), US-amerikanischer Philosoph